# Adahuesca
Adahuesca è un comune spagnolo di 159 abitanti situato nella comunità autonoma dell'Aragona.

Fa parte della comarca del Somontano de Barbastro.